# Million Dollar Baby (Ava Max)
Million Dollar Baby è un singolo della cantante statunitense Ava Max, pubblicato il 1º settembre 2022 come secondo estratto dal secondo album in studio Diamonds & Dancefloors.

## Pubblicazione
Ad agosto 2022 l'artista ha annunciato il titolo del singolo attraverso TikTok, confermando inoltre l'esistenza del video musicale d'accompagnamento. Il 26 agosto 2022 è apparsa in alcuni video sulla citata piattaforma assieme alla cantante statunitense LeAnn Rimes, ricreando alcune scene del film Le ragazze del Coyote Ugly sulle note del brano di Rimes Can't Fight the Moonlight (2000). Il giorno seguente ha divulgato la copertina sui suoi profili social.

## Descrizione
Il brano è di genere eurodance e pop ispirato alla musica degli anni duemila. Il nome deriva dall'omonima pellicola di Clint Eastwood del 2004, mentre il ritornello presenta un'interpolazione di Can't Fight the Moonlight di LeAnn Rimes.

## Promozione
La cantante si è esibita con il brano agli annuali MTV Europe Music Awards il 13 novembre 2022.

## Video musicale
Il video, diretto da Andrew Donoho e reso disponibile in concomitanza con l'uscita del singolo, mostra la cantante mentre assiste all'esibizione di sé stessa in un locale notturno.

## Tracce
Testi e musiche di Amanda Ava Koci, Jessica Agombar, Michael Pollack, Diane Warren, David Stewart, Henry Walter e Peter Rycroft.
Download digitale
1. Million Dollar Baby – 3:04

Download digitale – David Penn Remix
1. Million Dollar Baby (David Penn Remix) – 3:07
2. Million Dollar Baby (David Penn Extended Remix) – 5:46

Download digitale – TELYKast Remix
1. Million Dollar Baby (TELYKast Remix) – 3:13

Download digitale – COASTR. Remix
1. Million Dollar Baby (COASTR. Remix) – 2:38

## Classifiche

### Classifiche settimanali
| Classifica (2022-23) | Posizione massima |
| -------------------- | ----------------- |
| Belgio (Fiandre)     | 12                |
| Belgio (Vallonia)    | 17                |
| Bielorussia          | 3                 |
| Bulgaria             | 8                 |
| Estonia              | 35                |
| Francia              | 139               |
| Kazakistan           | 1                 |
| Polonia              | 17                |
| Russia               | 2                 |
| Svezia               | 67                |
| Ucraina              | 71                |

### Classifiche di fine anno
| Classifica (2022) | Posizione |
| ----------------- | --------- |
| Belgio (Fiandre)  | 42        |
| Belgio (Vallonia) | 147       |
| Russia            | 76        |
| Classifica (2023) | Posizione |
| Bielorussia       | 12        |
| Estonia           | 57        |
| Kazakistan        | 67        |
| Russia            | 57        |